# Carpeneto
Carpeneto (piemontesisch Carpnèj) ist eine Gemeinde in der italienischen Provinz Alessandria (AL), Region Piemont. 

## Lage und Einwohner
Die Gemeinde Carpeneto liegt 30 Kilometer südlich von der Provinzhauptstadt Alessandria auf einer Höhe von 329 m über dem Meeresspiegel im Alto Monferrato Das Gemeindegebiet umfasst eine Fläche von 13,6 km² und hat 875 (Stand 31. Dezember 2023) Einwohner.
Die Nachbargemeinden sind Montaldo Bormida, Predosa, Rocca Grimalda, Sezzadio und Trisobbio.

### Verkehrsanschluss
Beim rund 10 Kilometer entfernten Ovada hat die Gemeinde Anschluss an die Autostrada A26. Ebenso in Ovada ist der nächstgelegene Bahnhof an der Bahnstrecke Asti–Genua.

## Geschichte

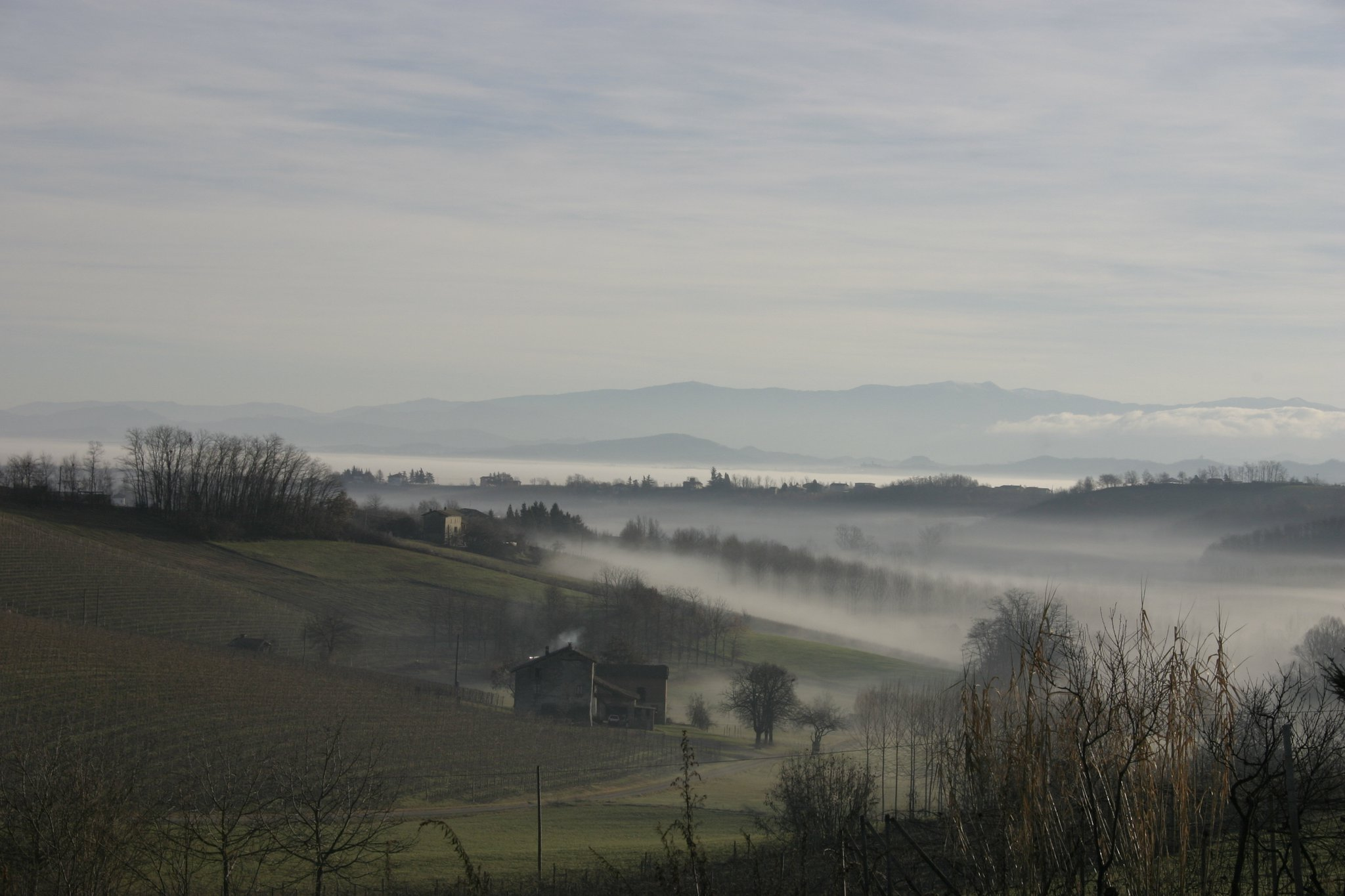
Landschaft bei Carpeneto

Die Ursprünge  der Siedlung gehen auf die Römerzeit zurück. Sein Ortsname ist seit dem Jahr 909 als „Carponius“, „Carpanus“ und „Carpinus“ belegt, in Anlehnung an den botanischen Namen, der auf die Hainbuche verweist, einen in der Gegend sehr verbreiteten Baum. 
Ein erstes Zeugnis dafür gibt es im Jahr 991 mit „Fundus Carpenetus“. Als Lehen der Familie Aleramo verband es im Jahr 940 sein Schicksal mit dem der Markgrafschaft Monferrato, die seine große strategische Bedeutung erkannte. In den darauffolgenden Jahren wurden spezifische Statuten mit dem Titel „Statuti Universitatis et Hominum Carpineti“ erlassen, in denen den Einwohnern verschiedene Rechte zuerkannt wurden, darunter das Recht, sich mit Mauern zu umgeben und ein Gericht zu haben. Diese Zugeständnisse schienen für ein Dorf mit dieser besonderen strategischen Lage, das an die Republik Genua und die Gemeinde Alessandria grenzte, notwendig.

## Sehenswürdigkeiten
- Das alte, aber intakte Schloss, umgeben von einem großen Park mit Nadel- und Laubbäumen.
- Die Kirche Sant'Antonio aus dem 10. Jahrhundert, die in späteren Perioden renoviert wurde.
- Die Pfarrkirche Mariä Geburt, erbaut im Jahr 1700, im piemontesischen Barockstil, in dessen Inneren ein hölzernes Kruzifix des genuesischen Bildhauers Maragliano zu sehen ist.
- Die Kapelle San Giorgio im romanischen Stil.
- Die Kirche Maria Assunta, in der sich ein Fresko der Jungfrau mit Kind aus dem 15. und 16. Jahrhundert befindet.
- Das Rathaus, auf dem besonderen Rathausplatz.

## Weinbau
In Carpeneto werden Reben für den Dolcetto d’Ovada, einen Rotwein mit DOC-Status angebaut. Die Beeren der Rebsorten Spätburgunder und/oder Chardonnay dürfen zum Schaumwein Alta Langa verarbeitet werden.